# Tente
Tente is een bestuurslaag in het regentschap Bima van de provincie West-Nusa Tenggara, Indonesië. Tente telt 3347 inwoners (volkstelling 2010).